# Майка Тереза
Анеза Гонджа Бояджиу (на албански: Anjezë Gonxhe Bojaxhiu), по-известна с монашеското си име Майка Тереза, а от 4 септември 2016 г. – Света Тереза от Калкута, е индийска католическа монахиня и светица от албански произход. Тя е основателка на ордена Мисионери на милосърдието (1950), известен със своята мисионерска и благотворителна дейност сред бедните по света. Обявена е за блажена от папа Йоан Павел II през 2003 г. и за светица от папа Франциск през 2016 г.

## Биография
Майка Тереза е родена на 26 август 1910 година в Скопие, тогава в Османската империя. Семейството ѝ е албанско и католическо. Баща ѝ, който е въвлечен в албанската националноосвободителна борба, умира след края на Първата световна война през 1919 г., разочарован от това, че регионът остава под сръбски контрол. Самата тя по-късно се самоопределя като етническа албанка: „Кръвта ми е албанска, а гражданството – индийско.“
През септември 1928 година получава паспорт от властите за пътуване в Англия, „за обучение“. Тя напуска семейството си, за да стане мисионерка в ордена на Сестрите от Лорето, като никога повече не вижда майка си и сестра си. След като в продължение на година учи английски в манастира в Ратфарнам, Ирландия, тя заминава за Британска Индия и започва своето послушничество в Дарджилинг, Бенгал. Тя полага първите си монашески обети през 1931 г., като приема името на Тереза от Лизийо. Полага тържествен обет през 1937 г., когато вече е учителка в Калкута.
През 1948 г. Майка Тереза започва самостоятелната си мисионерска дейност сред бедните в Калкута, като първоначално основава училище. През 1950 г. получава разрешение от Ватикана да създаде диоцезна конгрегация, която става основата на ордена Мисионери на милосърдието. Организацията започва съществуването си като малък орден с 13 члена, а в края на XX век вече включва 4000 монахини поддържащи множество сиропиталища, хосписи и благотворителни центрове по целия свят. Първоначално активен главно в Калкута, орденът започва да придобива популярност и привлича последователи и дарения. През 60-те години той създава хосписи, сиропиталища и домове за прокажени в много части на Индия. През 1965 г. е основан първият им център извън страната – във Венецуела.
Майка Тереза придобива международна известност с документалния филм от 1969 г. Something Beautiful for God и излязлата през 1971 г. едноименна книга. През 1971 г. е наградена от папа Павел VI с наградата за мир „Папа Йоан XXIII“ „за нейната работа с бедните, за демонстрираното християнско милосърдие и за нейните усилия в полза на мира“. През следващите години тя получава множество други отличия, сред които наградата „Кенеди“ (1971), „Pacem in Terris“ (1976), „Балцан“ (1978), Международната награда „Алберт Швайцер“ (1975), американските Президентски медал на свободата (1985) и Конгресен златен медал (1994), почетно гражданство на САЩ (1996). През 1979 г. получава Нобелова награда за мир „за подетата работа в борбата за превъзмогване на бедността и страданията, които също представляват заплаха за мира“. През 1972 г. Майка Тереза получава наградата „Неру“, през 1980 г. – най-високото индийско гражданско отличие „Бхарат Ратна“, а през 1983 – британския Орден за заслуги. През 1992 г. ЮНЕСКО ѝ присъжда наградата си за мир за приноса ѝ в образованието.
През 1983 г., по време на посещение при папа Йоан Павел II в Рим, Майка Тереза получава сърдечен удар. През 1989 г. получава втори удар, а през 1991, след боледуване от пневмония в Мексико проблемите със сърцето ѝ се задълбочават. През 1996 г. боледува от малария и е подложена на сърдечна операция, но здравето ѝ продължава да се влошава.
Майка Тереза умира от инфаркт в Калкута на 5 септември 1997 г., малко след 87-ия си рожден ден. Погребана е с държавни почести.
На 4 септември 2016 г. е канонизирана и обявена за светица от папа Франциск.

## Критика
Критици на Майка Тереза, сред които Кристофър Хитчънс, Тарик Али и Аруп Чатерджи, твърдят, че Мисионери на милосърдието предоставя некачествени грижи, като е заинтересована най-вече от покръстването на умиращите в католицизъм и че използва даренията за мисионерска дейност, вместо за подобряване на здравните грижи. Католическата църква отхвърля повечето обвинения.